# 三木プロダクション
株式会社三木プロダクション（みきプロダクション）は、日本の芸能事務所。日本音楽事業者協会正会員、日本声優事業社協議会会員。
1959年「有限会社三木事務所」として設立。山東昭子（現参議院議長）・石井伊吉（毒蝮三太夫）他のマネージメントを開始。声優のマネージメントにも力をいれている。 
2006年4月にサワズカムパニーを吸収合併した。
2018年3月、創業者である代表取締役三木治の死去により、三木幸生が代表取締役に就任。

## 所属タレント

### 男性
- 宮内敦士
- 藤真秀
- 姫野惠二
- 岡崎展久
- 原慎一郎
- 二重丸◎（由衣、たけし）
- 雨宮弘樹
- 宮下弘充

### 女性
- 石村とも子
- 末広響子
- 長谷瞳
- 福脇慶子
- 千種春樹
- 森永麻衣子

### VOICE -男性-
- 練馬大輔
- 松本こうせい
- 宮本昌輝
- 髙木章裕
- 田村公典
- 加賀美祥
- 柴草結人
- 入江健志
- 舟山利也
- 真野壱也
- 多田広輝

### VOICE -女性-
- 北煬子
- 青井葱
- 五十嵐文奏
- 平安山彩
- 辻静香
- 円城寺舞
- 難波祐香
- 會田栞子
- 忍久保美佳
- 青野のぞみ
- 蒔野可奈
- 美坂咲良
- 三本みり
- Jun
- 藤岡ざくろ
- とよたまみ
- 村上このみ
- もんまあかり
- 古川未來

### 若手お笑い
- 大西翼
- 北の都
- メルヘン総長

### 業務提携
- 夜想会
- バウスプリット

## 過去の所属者

### 三木プロダクション

#### 男性
- 逸見政孝（個人事務所「オフィスいっつみい」との業務提携）
- 榎木孝明
- 栗田貫一（KDエンタテインメント）
- 須間一彌
- 高橋ひろ
- 長門勇
- はらみつお
- 日向とめ吉（ケッケコーポレーション）
- 古今亭菊之丞（ - 2022年7月16日）
- 宮下弘充
- 渡邉隼人

#### 女性
- 小新井涼 （KDエンタテインメント）
- 小林遥子
- 山東昭子
- 世羅りさ（KDエンタテインメント）
- 豊田真奈美（KDエンタテインメント）
- 西野妙子
- 藤田陽子
- 林ゆみ子
- 阿部彬名

#### お笑いタレント
- コント山口君と竹田君（山口弘和、竹田高利）
- 磁石 ※ホリプロコムに移籍
- ツインズ ※松竹芸能に移籍
- 毒蝮三太夫
- ぽんぽこ ※サンミュージックプロダクションに移籍
- マッハスピード豪速球 ※オフィス北野に移籍
- ゆーとぴあ（ホープ、ピース）
- 横浜ヘテロ ※浅井企画に移籍(横浜ヨコハマに改名)
- まじかる☆あやか ※現在はフリー
- タカギマコト
- うすくら屋（シュースケ、リョースケ）
- 孔雀団（田中伸治、吉田岳樹）
- プリンプリン（田中章、うな加藤）
- BOOMER（河田貴一、伊勢浩二）

#### 声優
- 青木志貴（KDエンタテインメント）
- 伊牟田大
- 恵美友香織
- 貴志昌文
- 北川里奈
- 楠大典
- 坂田明寛（マウスプロモーション）
- 篠宮沙絵子
- 竹村奈津
- 花村さやか
- 早川毅
- 皆木俊彦
- 皆瀬まりか
- 吉野七海

### サワズカムパニー
- 青山孝
- 伊東四朗（オルテ企画に移籍）
- 伊東貴明（オフィスPSCに経てオスカープロモーションへ移籍）
- 戸塚睦夫
- 夏木ゆたか（バウスプリットに移籍）
- 三波伸介

## 関連会社
- オフィスいつみ（逸見晴恵の事務所、マネジメントはフロンティア・ロードと業務提携）
- さんゆう
- バウスプリット